# The Impossible Dream (The Quest)
The Impossible Dream (The Quest) è un brano musicale composto da Mitch Leigh con testi di Joe Darion per il musical Man of La Mancha. Costituisce uno dei brani portanti dello spettacolo (il cui tema viene ripreso più volte all'interno dello stesso per poi essere riproposto in una variazione nel finale) ed è divenuto negli anni uno tra i più celebri standard di Broadway.
Il brano viene cantato da Alonso/Don Quixote a Dulcinea/Adolanza. In esso egli spiega i motivi del suo comportamento e celebra gli ideali della cavalleria. Il brano rappresenta una sorta di manifesto dello spirito e degli intenti del personaggio e sintetizza i temi principali del musical. In seguito viene ripreso da Adolanza al capezzale di Alonzo e nuovamente, nel finale, dai compagni di prigionia di Cervantes mentre questi si avvia verso l'aula del processo.
Scritto in tempo di bolero, con accenti fortemente ritmati e un incedere maestoso e appassionato, il brano è composto da due temi principali: Quello introduttivo, che si ripete per due volte (To Dream...dare not go / To Right...unreachable star) è seguito dal tema centrale (This is my Quest...laid to my Rest), composto da una serie di variazioni di una breve melodia base. Il finale riprende nuovamente il tema introduttivo. In alcune edizioni del testo al finale segue un da capo che riprende il brano a partire dall'inizio del tema centrale.
Il brano, nella sua forma originaria, è scritto per la tessitura di baritono (il ruolo di Don Quixote è teoricamente concepito per baritono drammatico), ma può essere eseguito agevolmente da qualunque voce maschile (dal basso al tenore lirico puro), raggiungendo il Do grave una sola volta per poi mantenersi costantemente tra il re e il mi dell'ottava superiore, salendo unicamente nella cadenza finale sino al fa (che può essere abbassato al si bemolle).
L'effetto drammatico ed emotivo del brano, oltre che dalla grande forza della musica (dalla melodia molto semplice e diretta) è dato dai testi di Darion: Un'esaltazione del coraggio e della follia, un invito a tentare l'intentabile, per quanto folle possa apparire, e a non arrendersi di fronte a nulla (Sognare un sogno impossibile...non importa quanto disperato...quanto lontano...essere pronti ad attraversare l'inferno per una causa celeste...tentare di raggiungere una stella irraggiungibile).
La grande forza drammatica e la relativa facilità di esecuzione hanno reso il brano uno tra i pezzi più amati dai cantanti di tutto il mondo, sino a diventare uno standard non solo nell'ambiente del musical, ma anche nel mondo della lirica e del pop (il brano si presta infatti ad essere eseguito in molte chiavi, sebbene sia stato pensato per essere cantato in forma semioperistica). Dopo essere stato inciso per la prima volta da Richard Kiley, che lo ha interpretato dal vivo nell'edizione originale dello spettacolo a Broadway, il brano ha avuto tra i suoi interpreti "ufficiali" Keith Michell (protagonista della prima edizione londinese), Plácido Domingo (1990 Studio Recording), Raúl Juliá (1992 Broawday Revival), Robert Goulet (1997 USA Tour), Peter Karrie, Brian Stokes Mitchell (2002 Broadway Revival), mentre Jacques Brel e José van Dam hanno interpretato due versioni in lingua francese del musical.
Numerosissimi sono inoltre gli interpreti di cover (fedeli o con variazioni) del brano: Tra essi sono da citare Frank Sinatra, Tom Jones, Andy Williams, Elvis Presley, Luther Vandross, Cher, Colm Wilkinson, Anthony Warlow, Scott Bakula, Rolando Villazón, Peter Karrie, Linda Eder, Shirley Bassey, Diana Ross, Lesley Garrett oltre alla versione spagnola (El Sueno Impossible) di Paloma San Basilio, la band power noise tedesca Feindflug in collaborazione con Sara Noxx.
Particolare menzione merita il singolo del 2007 di Sarah Connor, all'interno dell'album di cover Soulicious, giunto, in Germania e nei paesi di lingua tedesca, nei primi posti tra le classifiche.